# 深河 (愛荷華州)
深河（英語：Deep River）是一個位於美國愛荷華州保厄希克縣的城市。

## 地理
深河的座標為41°34′49″N 92°22′27″W / 41.58028°N 92.37417°W，而該地的平均海拔高度為277米（即909英尺）。

## 人口
根據2010年美國人口普查的數據，深河的面積為1.11平方千米，當中陸地面積為1.11平方千米，而水域面積為0.00平方千米。當地共有人口279人，而人口密度為每平方千米251人。